# Dipsas praeornata
Espèce
Synonymes
- Leptognathus praeornata Werner 1909

Dipsas praeornata  est une espèce de serpents de la famille des Dipsadidae.

## Répartition
Cette espèce est endémique du Venezuela.  Elle se rencontre dans les États de Miranda, d'Aragua et au District capitale de Caracas.

## Publication originale
- Werner, 1909 : Über neue oder seltene Reptilien des Naturhistorischen Museums in Hamburg. Jahrbuch der hamburgischen Wissenschaftlichen Anstalten, vol. 26, p. 205-247 (texte intégral).